# Атанас Герайков
Атанас Александров Герайков е български революционер, деец на Вътрешната македоно-одринска революционна организация.

## Биография
Роден е в 1863 година в неврокопското село Мусомища, тогава в Османската империя. Присъединява се към ВМОРО. В 1903 година влиза в четата на Георги Радев. През януари четата се събира с четите на Атанас Тешовски и Илия Кърчовски при село Порой. Трите чети са открити при село Игуменец и Герайков участва в голямото сражение, продължило от сутринта до вечерта, когато четите са измъкват от обсадата.
На 3 март 1943 година, като жител на Мосомище, подава молба за българска народна пенсия, която е одобрена и пенсията е отпусната от Министерския съвет на Царство България.